# Haakon Sigurdsson
Haakon Sigurdsson (asi 937–995) byl de facto vládcem Norska zhruba v letech 975–995. Byl synem Sigurda Haakonssona, který byl jarlem z Lade v Trøndelagu, kraji ve vnitrozemí Norska.

## Život
Haakon se stal jarlem po smrti svého otce, který zemřel rukou mužů krále Haralda II. v roce 961. Král Harald byl sám zabit v Dánsku v roce 970, přičiněním Haakona Sigurdssona, který se stal spojencem dánského krále Haralda Modrozuba. Mezi jarlem Haakonem a bratry Haralda II. vypukla občanská válka, ale vítězem byl Haakon.
Haakon vládl Norsku jako vazal Haralda Modrozuba, ale ve skutečnosti byl nezávislým vládcem. Byl nábožensky založen a velmi lpěl na starých severských bozích. Když se mu Harald Modrozub pokusil vnutit křesťanství, porušil svou věrnost Dánsku. Následná dánská invaze byla odražena v bitvě u Hjørungavåg v roce 986.
V roce 995 se do Norska vrátil jeden z potomků krále Haralda Krásnovlasého Olaf Tryggvasson. Haakon rychle ztratil veškerou podporu a oblibu u lidu. Nakonec byl zabit svým přítelem a sluhou Tormodem Karkem. Tormod sám však byl za zradu svého pána popraven.
Jeho synové Eiríkr Hákonarson a Sveinn Hákonarson se po smrti otce uchýlili pod ochranu švédského krále Olofa Skötkonunga. Po smrti Olafa Tryggvassona v bitvě u Svoldu v roce 1000 se stali regenty Norska. Jeho dcerou mohla být Aud Haakonsdottir z Lade, možná manželka švédského krále Erika Vítězného.

## Oehlenschlägerova tragédie
Život Haakona Sigurdssona se dočkal také literárního zpracování dánským básníkem Adamem Oehlenschlägerem v jeho tragédii Hakon Jarl, napsané za šest týdnů v roce 1805 během jeho pobytu v Halle, poté co přečetl ságu Heimskringla od Snorriho Sturlusona. Téma je zpracováno jako konflikt mezi pohanstvím a křesťanstvím. Oehlenschlägerova hra se později stala základem pro symfonickou báseň Hakon Jarl Bedřicha Smetany.